# Saturday Night, Sunday Morning
Albums de The Stranglers
The Stranglers and Friends Live in Concert
(1995) Access All Areas
(1997)
Saturday Night, Sunday Morning est un album live des Stranglers paru en 1993. Enregistré le 11 août 1990 à l'Alexandra Palace de Londres, il s'agit du dernier enregistrement avec Hugh Cornwell. Le guitariste quittera le groupe le lendemain.

## Titres
1. Toiler on the Sea
2. 96 Tears
3. Always the Sun
4. No More Heroes
5. Golden Brown
6. Tank
7. Strange Little Girl
8. Something Better Change
9. Hanging Around
10. All Day and All of the Night
11. Duchess
12. Was It You?/Down in the Sewer